# Еванс (округ, Джорджія)
Шаблон:StateAbbr_ 32°10′ пн. ш. 81°53′ зх. д. / 32.16° пн. ш. 81.89° зх. д.
Округ Еванс (англ. Evans County) — округ (графство) у штаті Джорджія, США. Ідентифікатор округу 13109.

## Історія
Округ утворений 1914 року.

## Демографія
За даними перепису
2000 року
загальне населення округу становило 10495 осіб, зокрема міського населення було 3972, а сільського — 6523.
Серед мешканців округу чоловіків було 5102, а жінок — 5393. В окрузі було 3778 домогосподарств, 2680 родин, які мешкали в 4381 будинках.
Середній розмір родини становив 3,1.
Віковий розподіл населення поданий у таблиці:
| Стать    | До 15 років | 15-21 | 22-29 | 30-39 | 40-49 | 50-65 | 65-85 | Понад 85 |
| -------- | ----------- | ----- | ----- | ----- | ----- | ----- | ----- | -------- |
| Чоловіки | 1246        | 599   | 591   | 741   | 699   | 707   | 464   | 55       |
| Жінки    | 1102        | 556   | 586   | 797   | 784   | 766   | 679   | 123      |

## Суміжні округи
- Буллок – північний схід
- Браян – схід
- Ліберті – південний схід
- Теттнолл – південний захід
- Кендлер – північний захід

## Виноски
1. ↑  U.S. Decennial Census. United States Census Bureau. Архів оригіналу за 26 квітня 2015. Процитовано 22 червня 2014.
2. ↑  Historical Census Browser. University of Virginia Library. Архів оригіналу за 11 серпня 2012. Процитовано 22 червня 2014.
3. ↑  Population of Counties by Decennial Census: 1900 to 1990. United States Census Bureau. Архів оригіналу за 2 лютого 2019. Процитовано 22 червня 2014.
4. ↑  Census 2000 PHC-T-4. Ranking Tables for Counties: 1990 and 2000 (PDF). United States Census Bureau. Архів оригіналу (PDF) за 18 грудня 2014. Процитовано 22 червня 2014.
5. ↑  State & County QuickFacts. United States Census Bureau. Архів оригіналу за 7 червня 2011. Процитовано 22 червня 2014.(англ.) Наведено за англійською вікіпедією.
6. ↑  American FactFinder. Бюро перепису населення США. Архів оригіналу за 21 травня 2008. Процитовано 31 січня 2008.

| США | Це незавершена стаття з географії США. Ви можете допомогти проєкту, виправивши або дописавши її. |